# Lago Zirahuén
O Lago Zirahuén é um lago no estado de Michoacán, México. 
A data de origem ainda é desconhecida, mas sua formação foi devido as lavas do vulcão La Magueyera, que fechou o leito do rio La Palma, a oeste da bacia. Desde a década de 1940, o nível do lago vem diminuindo gradativamente.

## Características
O lago abrange uma área de 998 hectares, com profundidade máxima de 43 metros. Está em uma bacia endorreica, limitado ao norte pela bacia do rio Lerma, e ao sul pela bacia do rio Balsas. É um lago monomítico,  que se estratifica entre os meses de abril e outubro. Na camada superficial da água (epilímnio), a temperatura oscila entre 18,5°C e 22,5°C; e na camada mais profunda (hipolímnio), a temperatura oscila entre 16,5°C e 19°C. Devido às construções e desmatamentos para a agricultura ao redor do lago, ocorre severa erosão em período de tempestades, ocasionando uma coloração vermelha em sua borda.
Ao redor do lago apresenta 93 espécies de vegetação, distribuída ao longo da costa, entre elas a Scirpus americanus, Typha latifolia e Cyperus niger.

## Lenda
Os Purépechas contam que nas águas do lago habita uma sereia, e nas primeiras horas do dia, ela vem a superfície para encantar e levar os homens, de coração maldoso, para as profundezas do lago.
Conta a lenda que a sereia foi uma princesa Purépecha, chamada Eréndira, que foi raptada por um capitão da marinha espanhola. Presa em um esconderijo, a princesa implorou aos deuses para salvá-la. Os deuses Tata Juriata e Jaratanga ouviram seus choros e orações, e fizeram de suas lágrimas um grande lago cristalino, o Zirahuén, que em purépecha significa Espelho dos Deuses. Os deuses transformaram suas pernas em rabo de peixe, e assim a princesa se transformou em uma sereia, conseguindo escapar do seu raptor.